# Pidonia signata
Pidonia signata är en skalbaggsart som beskrevs av Masaki Matsushita 1933. Pidonia signata ingår i släktet Pidonia och familjen långhorningar. Inga underarter finns listade i Catalogue of Life.